# Shovívavost Titova (Mysliveček)
Shovívavost Titova (také Titova shovívavost, Velkomyslnost Titova nebo jen Titus, v italském originále La clemenza di Tito) je italská opera ve třech dějstvích českého skladatele Josefa Myslivečka. Byla složena na libreto italského básníka Pietra Metastasia, které bylo poprvé provedeno roku 1734 na hudbu Antonia Caldary. Lze předpokládat, že Mysliveček libreto zkrátil a upravil tak, aby vyhovovalo soudobému vkusu, tyto úpravy však nelze s určitostí identifikovat. Tato opera (a všechny ostatní Myslivečkovy opery) náleží k žánru vážné opery nazývanému v italštině opera seria.

## Vznik a historie díla
Opera Shovívavost Titova byla poprvé uvedena v divadle Teatro San Benedetto v Benátkách na začátek karnevalové sezóny 1774. Přes vynikající obsazení byla tato inscenace jedním z mála skladatelových neúspěchů v operním žánru, možná kvůli tlaku na složení hudby ke dvěma operám v téže operní sezóně (ke stejnému karnevalu napsal hudbu k Antigoně pro Turín). Běh představení byl rovněž přerušen požárem v Teatro San Benedetto.

## Osoby a první obsazení
| Osoba                                                | Hlasový obor     | Premiéra (5. února 1774) |
| ---------------------------------------------------- | ---------------- | ------------------------ |
| Titus Vespasianus (Tito Vespasiano), císař římský    | tenor            | Giovanni Ansani          |
| Vitellia, dcera císaře Vitellia                      | soprán           | Caterina Schindler       |
| Servilia, sestra Sixta, zamilovaná do Annia          | soprán           | Maria Anna Schindler     |
| Sixtus (Sesto), přítel Titův, zamilovaný do Vitellie | soprán (kastrát) | Pietro Benedetti         |
| Annius (Annio), přítel Sixta, zamilovaný do Servilie | soprán (kastrát) | Antonio Solari           |
| Publius (Publio), prefekt pretoriánské gardy         | bas              | Giacomo Fantoni          |

## Děj opery

### 1. dějství
Vitellia, dcera bývalého císaře, se domnívala, že si ji Tito vyvolil za manželku; ten však dal přednost cizince Bereniké. Vitellia nyní žárlí a žádá Titova věrného přítele Sexta, který je do ní zamilován, o pomstu. Sextus se přirozeně zdráhá: císař je velkodušný a dobrotivý a zahrnul Sexta mnohými důkazy přátelství; Vitellia Sextovi vyčítá, že jeho láska k ní není dost silná. Sextův přítel Annio, který je zamilován do Sextovy sestry Servilie, jej prosí, aby jim získal Titovo požehnání.
Na nátlak veřejného mínění musel Titus upustit od sňatku s Bereniké a hodlá si tedy vzít – jak obyvatelstvo požaduje – Římanku. Římané jásají. Sextus a Annius přicházejí císaři právě vhod: Titus oznamuje Sextovi, že si jako manželku zvolil jeho sestru Servilii. Sextus a zejména Annius jsou nenadálým rozhodnutím zaskočeni a Sextus se s ohledem na přítele zdráhá dát své svolení. Annius ale potlačí své city a Servilii dobrotivému císaři sám doporučí. Sám pak přináší Servilii novinu, že se má stát císařovnou.
Servilia se ale nezdráhá a vysvětlí císaři, že již má jiného snoubence. Titus ovšem nehodlá milencům stát v cestě a jejich sňatku požehná. Mezitím se ale o zamýšlené svatbě dozvěděla Vitellia, pro niž je to další urážka. Naléháním na láskou oblouzněného Sexta z něj vymámí slib, že císaře zabije. Sotva ale Sextus odejde, přichází nová zpráva: volba Tita, který se opět ocitl bez nevěsty, tentokrát padla na Vitellii. To z jejího pohledu zcela mění situaci, ale na zadržení Sexta už je pozdě.

### 2. dějství
Protititovská opozice vyvolala vzbouření proti císaři. Sextus je rozerván mezi láskou a povinností, nakonec však vyráží, aby využil příležitosti, založil požár a císaře zabil. Brzy se vrací k Vitellii se zprávou, že Tita skutečně ve vřavě probodl. Vitellia jej však zahrne výčitkami a nechce s jeho činem mít nic společného. Sextus svůj zločin přizná Anniovi, který běží ohlédnout a napravit situaci; brzy se však zjistí, že si Sextus spletl cíl a Titus nebyl zraněn.
Titus je zato zoufalý z toho, že se přes všechny jeho ctnosti a dobré úmysly najdou lidé, kteří mu usilují o život. Podezření padne nejprve na Annia, protože se nacházel na místě činu. Annius se přiznává, protože nechce prozradit přítele. Sexta to trápí, nemůže však vyjít s pravdou ven, aby neinkriminoval Vitellii. Přesto je brzy Annius brzy podezření zproštěn a důkazy se obrátí proti Sextovi, který je zatčen.

### 3. dějství
Zatímco Sextus je vyslýchán a souzen senátem, Titus se trápí nad ztrátou iluzí i věrného přítele, v jehož vinu stále nemůže uvěřit. Annius u císaře pro svého přítele žádá o císařovu milost, a nikoli spravedlnost, a tím nepřímo potvrzuje Sextovo provinění. K tomu, aby překonal své pochyby, však Titus ještě musí se Sextem promluvit.
Stráže předvádějí Sexta. Ten přiznává svou vinu a žádá o smrt, ale Titovi ani v roli císaře, ani v roli přítele nechce prozradit, co jej přimělo, aby usiloval o jeho bezživotí. Rozezlený Tito jej nechá odvést a pak o samotě přemítá nad rozsudkem smrti pro Sexta: nejprve převáží vědomí vladařské povinnosti a rozsudek podepíše, pak ale hodlá hřešit raději bláhovostí než krutostí a rozsudek roztrhá.
Vitellia má strach, že ji Sextus prozradil; uleví se jí však, když se dozví o jeho mlčení. Annius a Servilia ji prosí, aby pro Sexta vymohla milost; jako nastávající císařovně jí Tito nic neodepře. Vitellia ale váhá.
Na velkém shromáždění Titus Sexta veřejně kárá. Než však stačí vyslovit rozsudek, vrhá se mu k nohám Vitellia, přiznává svou vinu a prosí o milost. Titus rozsudek nad Sextem zmírňuje: musí si pouze vzít Vitellii za ženu. Rovněž Annius a Servilia mohou slavit svatbu. Samotný císař se vzdává neúspěšného hledání nevěsty a hodlá se nadále věnovat pouze svému lidu, jehož jásáním příběh končí.

## Nahrávky
- árie "Se mai senti spirarti sul volto", Unreleased. Decca Classics: 2021. Kammerorchester Basel, dir. Muhai Tang, sol. Cecilia Bartoli